# Таитянская салангана
Таитя́нская саланга́на или Полинезийская салангана, или Салангана полинезийская (лат. Aerodramus leucophaeus) — птица семейства стрижиных. Является эндемиком Островов Общества Французской Полинезии — Таити и Муреа.

## Описание
Небольшая птица длиной тела до 10 см. Оперение в основном тёмно-коричневое, лишь немного светлее на брюхе.

## Экология и места обитания
Предпочитает влажные скалистые либо покрытые влажными тропическими лесами возвышенности долин. Гнездится, как правило, в небольших углублениях в скалистых обрывах или в прибрежных клифах, а также в пещерах.

## Популяция и охранный статус
Ареал вида невелик, и численность его популяции не превышает 1000 особей. Несмотря на это, размер популяции остаётся достаточно стабильным, и вид оценивается Международным союзом охраны природы как  — вызывающий наименьшие опасения.